# American Forces Network
American Forces Network , skrajšano AFN, je federalna institucija, ki zagotavlja radijske in televizijske programe za ameriško vojaško osebje ter za ameriške državljane in njihove družine zaposlene v vladnih službah zunaj ZDA. Za Evropo je to AFN Europe.

## Zgodovina
Začetki segajo v London 26. maja 1942, ko je ameriško vojno ministrstvo ustanovilo radijsko službo oboroženih sil. Preko lokalnih oddajnikov so informirali ameriške enote v Veliki Britaniji, med pripravami na invazijo na Evropo. Kmalu po dnevu D se je operativni sedež preselil v celinsko Evropo. Mobilne postaje, skupaj z osebjem in opremo za oddajanje, so bile nameščene za oddajanje glasbe in novic o borbenih dejavnostih vojakom na terenu.
10. julija 1945 je začela oddajati prva postaja v okupirani Nemčiji, AFN München in nekaj tednov kasneje AFN Bremerhaven.
V petdesetih in šestdesetih letih dvajsetega stoletja je AFN dosegel popularnost med civilnim občinstvom, saj so evropske radijske postaje le redko vrtele ameriško glasbo. V komunističnih državah so bile vse radijske postaje državne in nikoli niso predvajale ameriške glasbe. Kljub jezikovni oviri so ljudje v teh državah v AFN videli alternativno povezavo z Zahodom. 
Televizijske storitve so prvič uvedli leta 1954. Sčasoma so se radijski programi s srednjih in kratkih valov preselili na FM področje. S pojavom novih medijev pa na satelitsko in internetno oddajanje.
Zmanjšanje števila ameriških vojakov v Evropi po koncu hladne vojne je pomenilo ukinitev več garnizij, kar je seveda imelo posledice tudi na številu oddajnikov.
Kljub temu da AFN radio ni bil namenjen širjenju ameriškega načina življenja med Evropejci, je imel na pop kulturo znaten vpliv. Mnogi glasbeniki med njimi Bill Wyman in Boško Petrović so ga v svojih življenjepisih citirali kot eno od prvih inspiracij. 

## Oddajanje
Danes je večina TV in radijskih programov na spletu in satelitih kodirana. 
V zahodnem delu Slovenije je mogoč sprejem z dveh italijanskih oddajnikov:
- AFN Aviano- The Eagle (106,0 MHz)
- AFN Power 107  (107,0 MHz)

## Program
Trenutni radijski programi obsegajo:
- AFN The Eagle (program z novicami in glasbo, vključno z regionalnimi vsebinami);
- glasbeni kanali (AFN Country, AFN Freedom Rock, AFN Gravity, AFN The Blend, AFN's Joe Radio in AFN Legacy)
- kontaktni programi (AFN The Voice, AFN PowerTalk, National Public Radio AFN, AFN Clutch, AFN FANS)

## Zunanje Povezave
- Spletna stran